# Pańszczycka Przełęcz
Pańszczycka Przełęcz (słow. Panščické sedlo, niem. 'Pańszczyca-Scharte, węg. Pańszczyca-csorba, 2115 m n.p.m.) – przełęcz w północnej grani Skrajnego Granatu, pomiędzy Skrajną Pańszczycką Czubą (2157 m) a Wierchem pod Fajki (2138 m). W kierunku Czarnego Stawu Gąsienicowego schodzi z niej kruchy i piarżysty żleb, do Pańszczycy opada wielką depresją z kilkudziesięciometrowej wysokości urwistym progiem.
Pańszczycka Przełęcz oddziela Pańszczyckie Czuby od Wierchu pod Fajki. Pańszczyckie Czuby przez W.H. Paryskiego były traktowane jako część Skrajnego Granatu, z dalsza bowiem zlewają się z jego masywem. W ujęciu Władysława Cywińskiego Granaty kończą się na Wyżniej Pańszczyckiej Przełączce, Pańszczyckie Czuby zatem nie należą już do Granatów.
Pierwsze wejścia turystyczne:

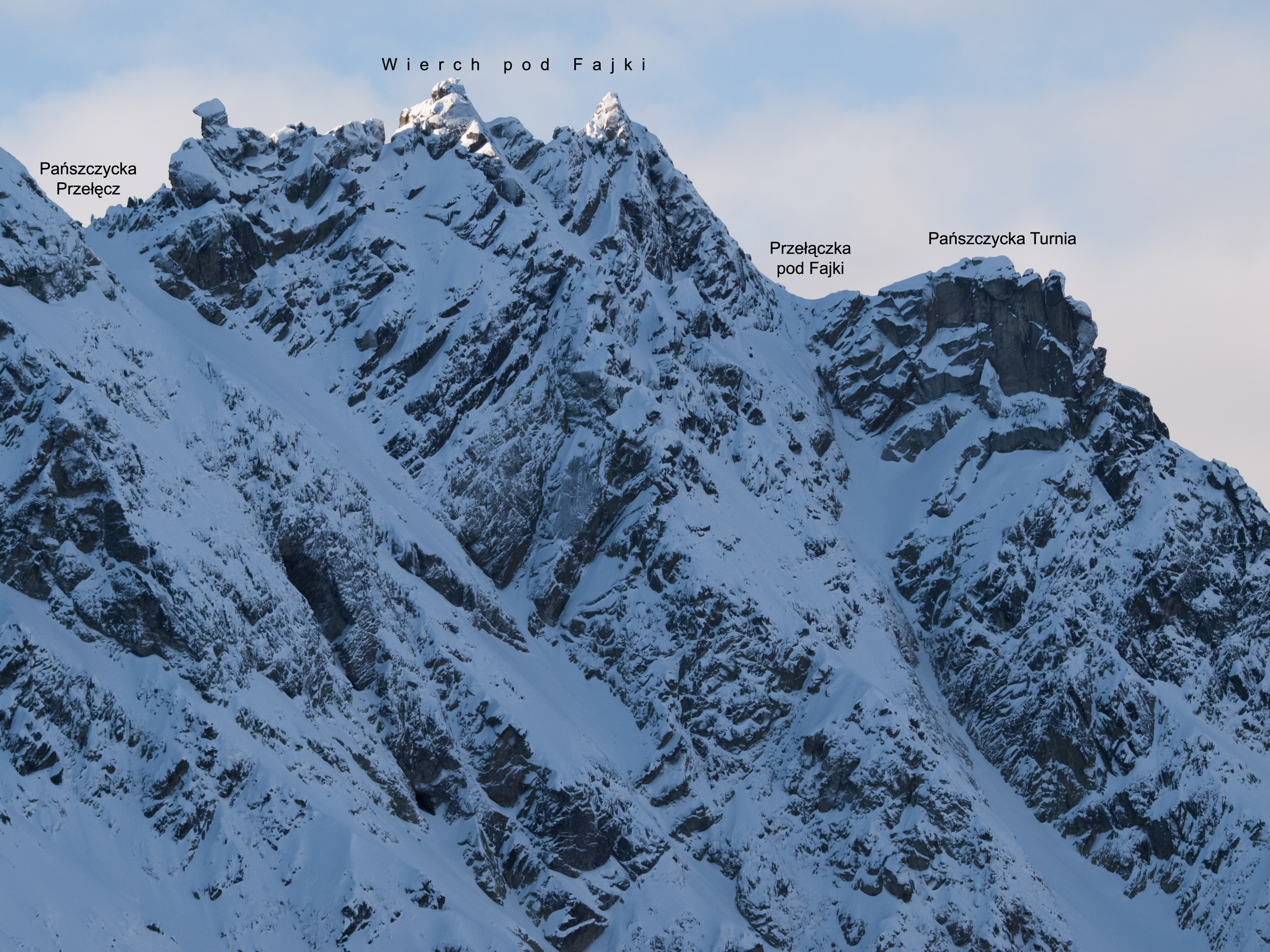
Widok z Pańszczycy

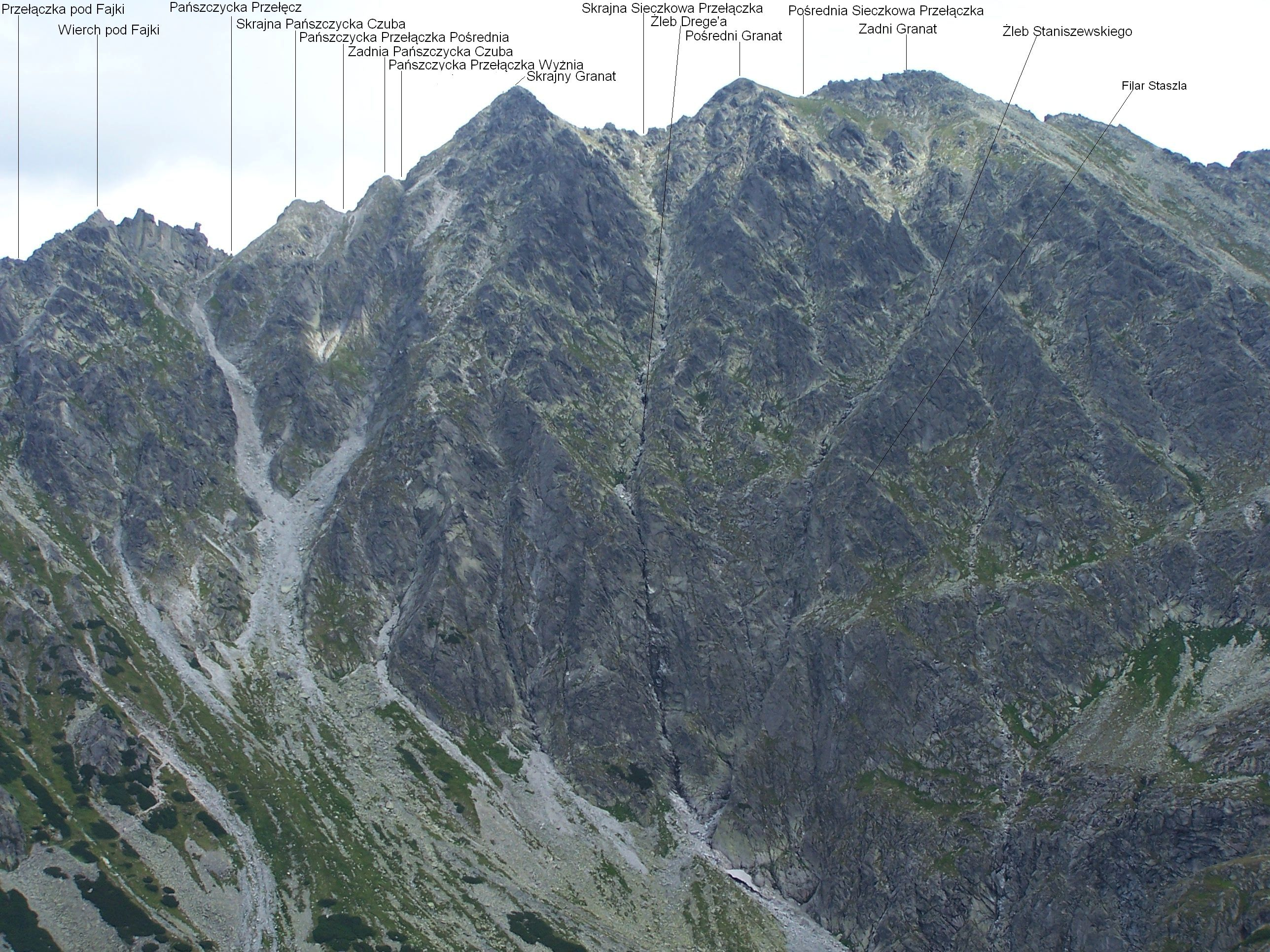
Widok z Małego Kościelca

- Janusz Chmielowski i Józef Gąsienica Tomków, 2 sierpnia 1908 r. – letnie,
- Jerzy Cybulski, Józef Lesiecki i Stanisław Zdyb, 22 lutego 1910 r. – zimowe[4].

Nie prowadzi przez nią żaden szlak turystyczny. Można na niej uprawiać wspinaczkę skalną, ale tylko od strony Doliny Gąsienicowej. Drogi wspinaczkowe dla taterników:
- Zachodnim żlebem (od żółtego szlaku turystycznego); 0 stopień trudności w skali tatrzańskiej, czas przejścia 30 min,
- Trawers Wierchu pod Fajki po zachodniej stronie; 0, 25 min,
- Północno-wschodnią depresją; IV, 1 1/2 godz.[3]